# Stanisława Raube
Stanisława Raube (ur. 30 listopada 1902 w Orenburgu, zm. 8 listopada 1980 w Ciechocinku) – polska pianistka.

## Życiorys
Była córką urzędnika Konstantego Raubego i Felicji z domu Bohuszewicz, jej dziadek Joachim Bohuszewicz był powstańcem styczniowym. Ukończyła szkołę muzyczną w Orenburgu, następnie uczyła śpiewu i rysunku w szkołach dla dzieci polskich zesłańców. W 1922 roku wstąpiła do Państwowego Konserwatorium Muzycznego w Warszawie, gdzie początkowo studiowała teorię, a następnie pianistykę u Henryka Melcera i Wiktora Chrapowickiego. Studia ukończyła w 1929 roku z wyróżnieniem. W latach 1929–1939 wykładała w Konserwatorium Warszawskim grę na fortepianie. Od 1945 roku wykładała w Państwowej Wyższej Szkole Muzycznej w Łodzi oraz Państwowej Średniej Szkole Muzycznej i Państwowej Wyższej Szkole Muzycznej w Warszawie. Była autorką etiud i sonatin fortepianowych oraz utworów dla dzieci. Opublikowała pracę Szkoły polskie na fortepian i rozwój pedagogiki fortepianowej w Polsce. Wydała także utwory m.in. Carla Czernego, Jeana-Baptiste Duvernoya i Carla Alberta Löschhorna. Swoją działalnością przyczyniła się do unowocześnienia procesu dydaktycznego w zakresie gry na fortepianie na poziomie szkolnictwa podstawowego i średniego.
Odznaczona została Srebrnym (1955) i Złotym (1958) Krzyżem Zasługi. W 1978 roku otrzymała Odznakę tytułu honorowego „Zasłużony Nauczyciel Polskiej Rzeczypospolitej Ludowej”.